# Erwin Hoffer
Erwin Hoffer (Baden bei Wien, 14 april 1987) is een Oostenrijks betaald voetballer die bij voorkeur als aanvaller speelt. In juni 2007 debuteerde hij tegen Paraguay (uitslag 0-0) in het Oostenrijks voetbalelftal.

## Spelerscarrière
Hoffer, bijgenaamd "Jimmy Hoffa", werd in 2008 met Rapid Wien kampioen van de Oostenrijkse Bundesliga.
Hij tekende in juli 2009 een vijfjarig contract bij SSC Napoli, dat hem in het seizoen 2010-2011 en 2012-2013 verhuurde aan 1. FC Kaiserslautern en in het seizoen 2011-2012 aan Eintracht Frankfurt. In 2013 vertrok hij finaal van SSC Napoli naar Fortuna Düsseldorf en in 2015 werd hij getransfereerd naar Karlsruher CS.
Van 2017 tot 2019 speelde Hoffer voor Beerschot VA en van 2019 tot 2021 bij Admira Wacker. Sindsdien zit hij zonder club.

## Erelijst
Rapid Wien
- Bundesliga

2008